# Psycho Killer
«Psycho Killer» — песня американской рок-группы Talking Heads, десятый трек с их дебютного студийного альбома Talking Heads: 77 1977 года. Написана Дэвидом Бирном, Крисом Францем и Тиной Уэймут; спродюсирована Тони Бонджиови и Лэнсом Куинном. «Psycho Killer» — одна из наиболее ранних композиций в репертуаре Talking Heads, первое исполнение которой состоялось в 1974 году, когда группа носила название The Artistics.
В примечаниях к сборнику Once in a Lifetime: The Best of Talking Heads (1992) Джерри Харрисон написал о би-сайде сингла, акустической версии песни, в которой Артур Рассел сыграл на виолончели: «Я рад, что мы убедили [продюсеров] Тони [Бонджиови] и Лэнса [Куинна], что версия с виолончелью не должна стать единственным вариантом этой песни».
«Дебютный хит, ставший визитной карточкой» группы содержит строчки, которые, как может показаться, отражают мысли серийного убийцы. Первоначально написанный в виде баллады, «Psycho Killer» трансформировался «в песню в стиле нью-вейв/ноу-вейв, обманчиво напоминающую фанк» с «напористым ритмом и одной из самых запоминающихся, драйвовых басовых партий в рок-н-ролле».
«Psycho Killer» была единственной песней из альбома, которая попала в хит-парад Billboard Hot 100, достигнув 92-го места. Помимо этого, она заняла 32-ю строчку чарта Triple J Hottest 100 и добралась до 11-го места в голландском сингловом хит-параде, в 1977 году. Композиция включена в список «500 песен, сформировавших рок-н-ролл» Зала славы рок-н-ролла.

## Текст
Песня была написана в самом начале карьеры группы, её первоначальный вариант исполнялся музыкантами ещё в декабре 1975 года. После релиза на сингле, в 1977 году, публика сразу же стала ассоциировать «Psycho Killer» с убийствами Сына Сэма, которые были у всех на слуху. Хотя группа всегда настаивала на том, что песня не была написана под впечатлением этих событий, время релиза песни называли «ужасно своевременным» и «до жути синхронным».

В буклете к переизданию Talking Heads: 77 2006 года сообщается, что песня начиналась как история от лица убийцы. В примечаниях к сборнику Once in a Lifetime: The Best of Talking Heads Дэвид Бирн отмечал: 
Когда я начинал писать эту песню (позже мне помогли), я представлял себе Элиса Купера, исполняющего балладу в стиле Рэнди Ньюмана. Джокер, и Ганнибал Лектер гораздо интереснее хороших парней. В фильмах все вроде как болеют за плохих ребят.
Текст поющийся во время бриджа написан на французском языке, как и заметная часть припева «Qu’est-ce que c’est?» («Что это / это?»). Текст бриджа включает следующие слова:
| На французском                                                                                                | Перевод                                                                                        |
| --- | ---------------------------------------------------------------------------------------------- |
| Ce que j’ai fait, ce soir-là Ce qu’elle a dit, ce soir-là Réalisant mon espoir Je me lance vers la gloire… OK | Что я сделал той ночью Что она сказала той ночью Осознание моей надежды Я иду за славой… Ладно |

Французский текст был сочинён Тиной Уэймут. По словам Криса Франца, «я сказал Дэвиду, что мать Тины француженка, и дома они всегда говорят по-французски. Тина согласилась написать текст, просто села и сочинила его примерно за час. Я добавил ещё пару строчек, и в течение нескольких часов песня „Psycho Killer“ была более или менее готова».

## Концертные исполнения
Talking Heads исполнили эту песню на телешоу BBC2 The Old Grey Whistle Test 31 января 1978 года. Позже выступление было выпущено на DVD с нарезками выступлений из этого шоу.
Живая версия песни, записанная в 1977 году для радиопередачи, была выпущена в альбоме The Name of This Band Is Talking Heads в 1982 году с дополнительным куплетом, которого не было в студийной варианте. Более позднее переиздание этого альбома на CD включало вторую, более позднюю концертную версию из Remain in Light Tour. В 1984 году ещё одна концертная версия была включена в концертный фильм Stop Making Sense (а также в одноимённый саундтрек). Концерт начинается выходом на пустую сцену Дэвида Бирна с портативным кассетным магнитофоном и акустической гитарой в руках. Он объявляет песню «Psycho Killer», говоря: "«Привет. У меня есть кассета, которую я хочу вам поставить» и начинает «маниакально бренчать, как Ричи Хейвенс». Вместо аудиокассеты начинает звучать драм-машина Roland TR-808 с микшерного пульта. Бирн пошатывается от звуков бита, похожего на выстрелы, «как Жан-Поль Бельмондо в последние минуты фильма „На последнем дыхании“, чей герой растерянно принимает смерть, к которой, как он думал, был готов».
Песня фигурирует на сборниках группы Sand in the Vaseline: Popular Favorites (1992) и The Best of Talking Heads (2004).

## Наследие
На песню было записано множество кавер-версий, в том числе такими исполнителями, как Джули Кристенсен, Velvet Revolver, Джеймс Холл, Cage the Elephant, Phish, Antiseen, Ричард Томпсон, The Bobs, Moxy Früvous, Rico, Виктория Вокс, Wet Leg, The Wrecks, Brush Lash и Ukulele Orchestra of Great Britain.
Группа The Fools записала пародию на «Psycho Killer» под названием «Psycho Chicken»; она была включена в качестве бонус-трека в их дебютный альбом Sold Out (1980). Рэпер Ice-T отмечал, что «Psycho Killer» стала отправной точкой для создания песни «Cop Killer», его проекта Body Count. Певица Селена Гомес использовала басовую партию композиции в своём сингле «Bad Liar» (2017). Трибьют-группа Talking Heads из Балтимора назвала себя Psycho Killers.
Композиция звучит в саундтреке российского фильма «Лето» в исполнении Александра Горчилина и группы «ГШ».
Британский журнал New Musical Express включил данную композицию в свой список «500 величайших песен всех времён», разместив её в нём на 234-й позиции.

## Позиции в хит-парадах
| Чарт (1978)                    | Высшая позиция |
| ------------------------------ | -------------- |
| Бельгия/Фландрия (Ultratop 50) | 19             |
| Нидерланды (Dutch Top 40)      | 11             |
| Нидерланды (Single Top 100)    | 13             |
| США (Billboard Hot 100)        | 92             |

| Чарт (2009)                                          | Высшая позиция |
| ---------------------------------------------------- | -------------- |
| Бельгия / Фландрия (Back Catalogue Singles Flanders) | 24             |

## Сертификации
| Регион                                                                      | Сертификация | Продажи |
| --------------------------------------------------------------------------- | ------------ | ------- |
| Великобритания (BPI) · уровень продаж с 2011 года                           | Серебряный   | 200 000 |
| Италия (FIMI) · уровень продаж с 2009 года                                  | Золотой      | 25 000  |
| Данные о продажах + прослушиваниях приведены только на основе сертификации. |              |         |